# Vâlcele (gmina w okręgu Aluta)
Vâlcele – gmina w Rumunii, w okręgu Aluta. Obejmuje miejscowości Bărcănești, Vâlcelele de Sus i Vâlcele. W 2011 roku liczyła 2526 mieszkańców.